# Rolinha-picuí
A rolinha-picuí (Columbina picui) é uma espécie de ave da família Columbidae.

## Nomes populares
A espécie também é conhecida popularmente por rola-pajeú, rola-de-são-josé e rolinha-branca. O nome rolinha-picuí foi selecionado como nome vernáculo técnico para a espécie pelo Comitê Brasileiro de Registros Ornitológicos (CBRO) em 2021.
O nome picuí vem do tupi antigo piku'i.

## Distribuição e habitat
Pode ser encontrada na América do Sul, nos países de Argentina, Bolívia, Brasil, Chile, Colômbia, Paraguai, Peru e Uruguai.
Os seus habitat naturais são  os matagais áridos tropical ou subtropical, úmidos tropicais ou subtropicais, tropicais ou subtropical de alta altitude e florestas secundárias altamente degradadas.

## Subespécies
São reconhecidas duas subespécies:
- Columbina picui picui (Temminck, 1813) - ocorre no leste do Peru até a Bolívia, Paraguai, sul da Argentina, Chile e sul do Brasil;
- Columbina picui strepitans (Spix, 1825) - ocorre no nordeste do Brasil, no estado do Maranhão atingindo até Minas Gerais e Espírito Santo.

## Galeria

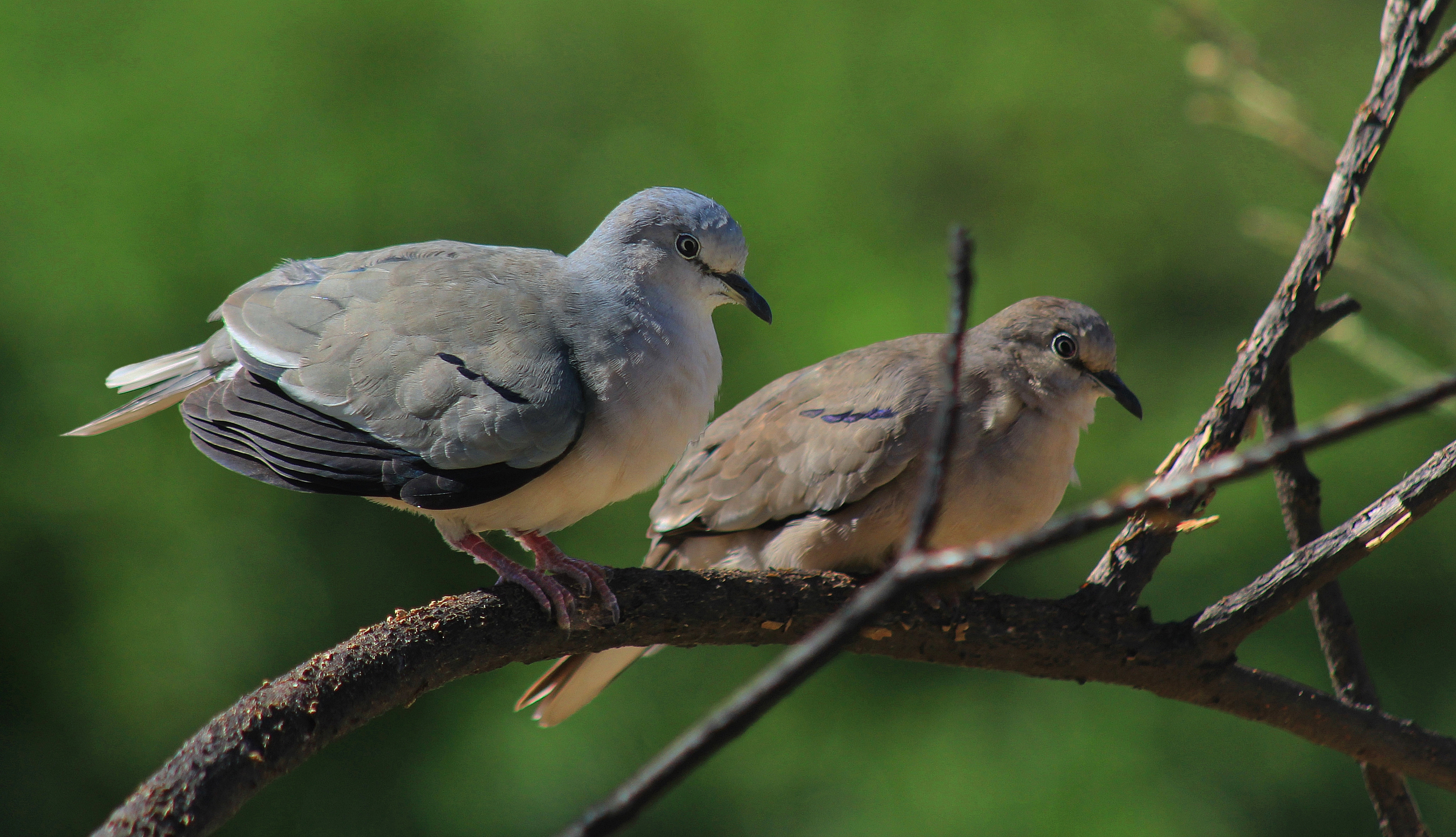
Casal de Rolinha-picui (C. Picui) registrado em Santa Maria/RS